# Municipio de Logan (condado de Buffalo)
El municipio de Logan (en inglés: Logan Township) es un municipio ubicado en el condado de Buffalo en el estado estadounidense de Nebraska. En el año 2010 tenía una población de 114 habitantes y una densidad poblacional de 1,23 personas por km².

## Geografía
El municipio de Logan se encuentra ubicado en las coordenadas 40°49′48″N 99°22′9″O / 40.83000, -99.36917. Según la Oficina del Censo de los Estados Unidos, el municipio tiene una superficie total de 92.66 km², de la cual 92,66 km² corresponden a tierra firme y (0 %) 0 km² es agua.

## Demografía
Según el censo de 2010, había 114 personas residiendo en el municipio de Logan. La densidad de población era de 1,23 hab./km². De los 114 habitantes, el municipio de Logan estaba compuesto por el 92,98 % blancos, el 0,88 % eran afroamericanos, el 0,88 % eran asiáticos, el 2,63 % eran de otras razas y el 2,63 % eran de una mezcla de razas. Del total de la población el 0,88 % eran hispanos o latinos de cualquier raza.